# Ametralladora media

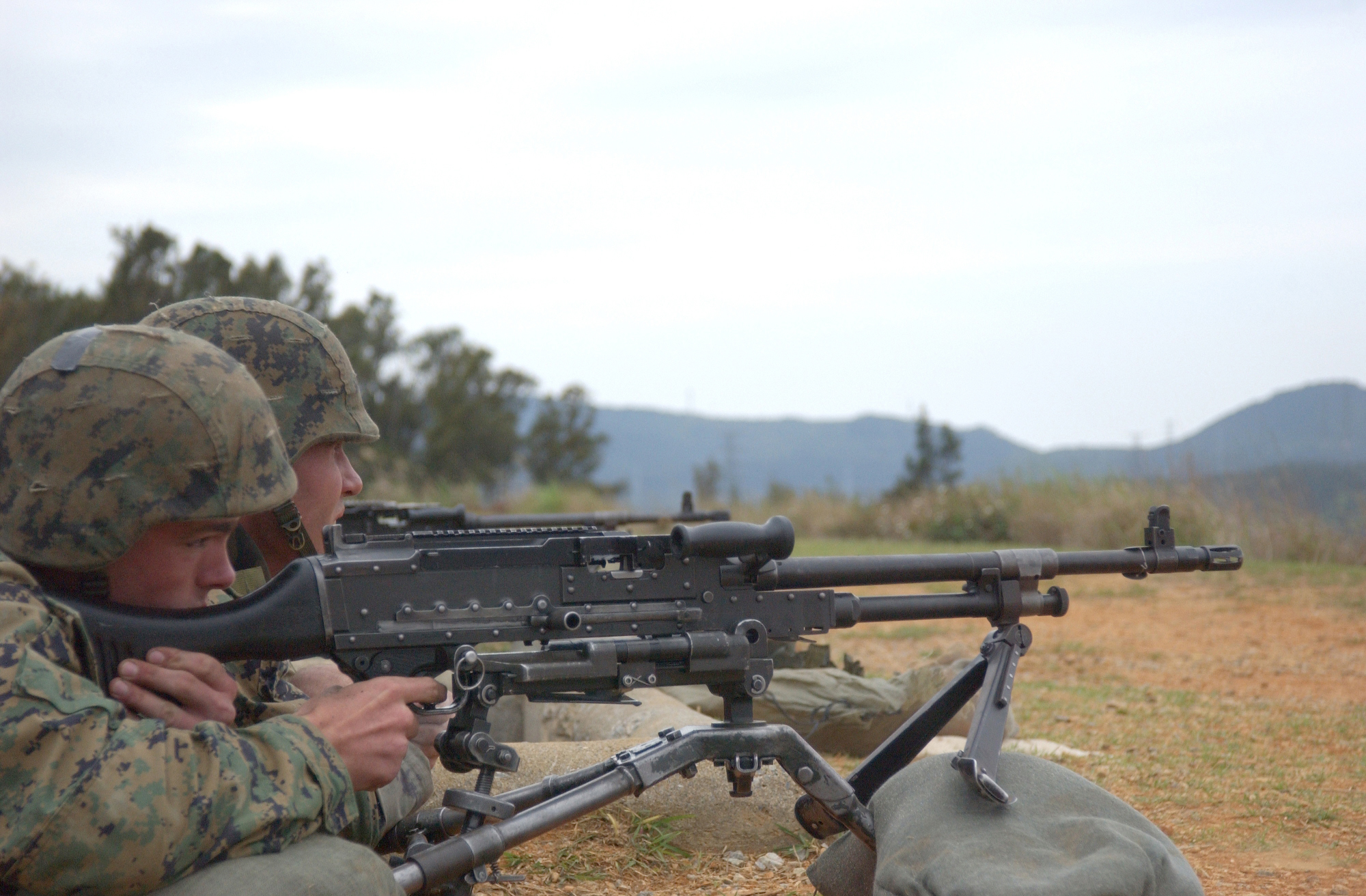
Marines disparando una M240G en Camp Hansen, Okinawa.

En terminología militar moderna, una ametralladora media por lo general es un arma automática alimentada mediante cinta que dispara cartuchos de fusil estándar. 

## Historia

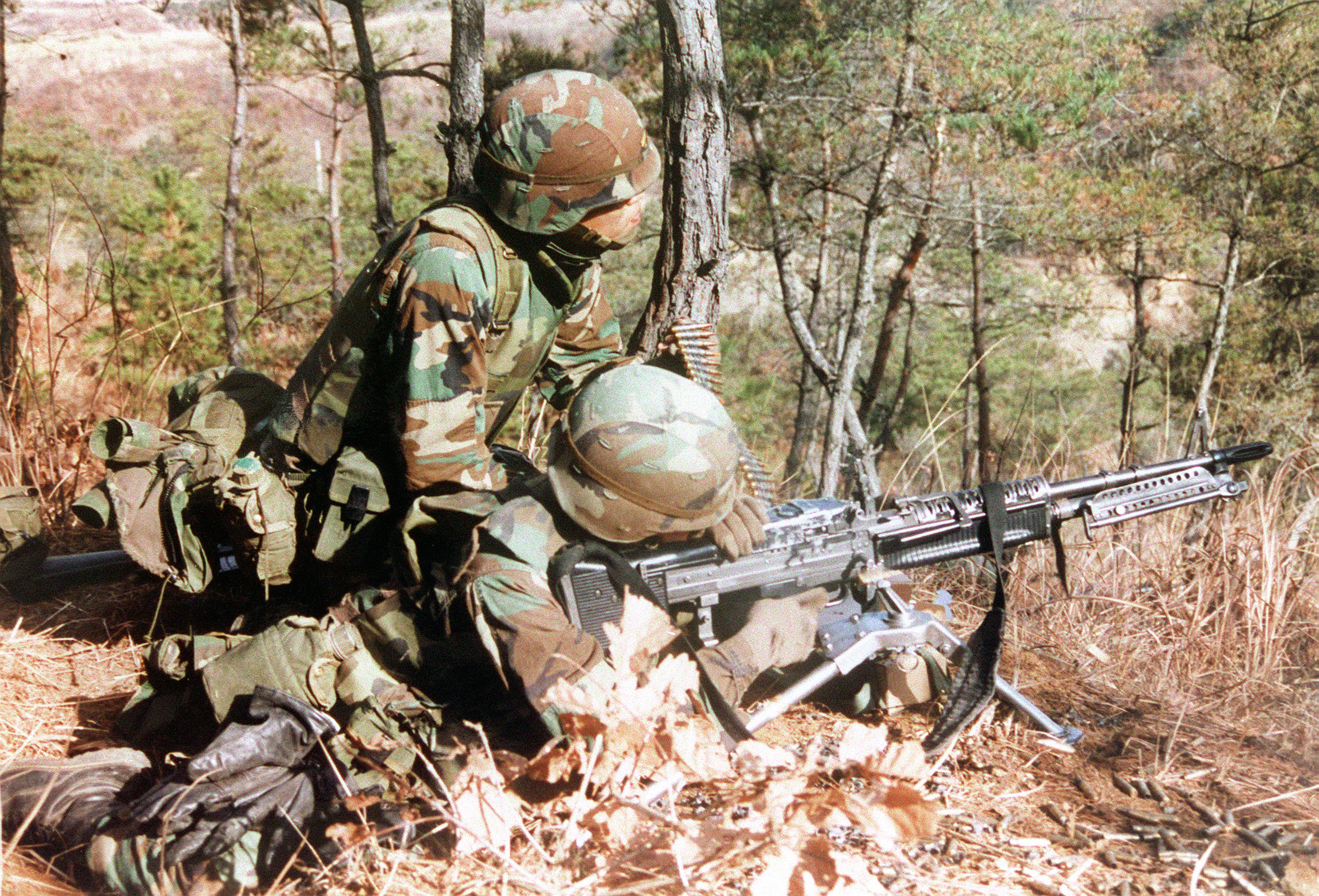
Soldados estadounidenses disparando una M60 durante una práctica de tiro.

A finales del siglo XIX, las ametralladoras Gatling y otras accionadas manualmente, como la Nordenfelt, eran fabricadas con frecuencia en una amplia variedad de calibres, como 13,2 mm y 26,5 mm (media pulgada y una pulgada). Gracias a sus múltiples cañones, el sobrecalentamiento no era un problema importante, pero además eran bastante pesadas, siendo básicamente ametralladoras pesadas.
Cuando Hiram Stevens Maxim desarrolló su ametralladora accionada por retroceso que tenía un solo cañón, el primer modelo apenas pesaba 11,8 kg (26 libras) y disparaba balas de 11,43 mm (.45) desde su cañón de 609,6 mm (24 pulgadas). Como se puede observar en la famosa fotografía de Hiram Maxim, esta podía ser asida con un solo brazo por su cañón, con su trípode de 6,8 kg (15 libras) instalado. Era similar a los modelos posteriores de ametralladoras medias, pero no podía ser disparada por largos períodos de tiempo. En consecuencia, él creó un sistema de enfriamiento por agua mediante una camisa que rodeaba al cañón, permitiéndole disparar por largos períodos de tiempo. Esto añadió un considerable peso, además de empezar a utilizar cartuchos más potentes. Esta clase de pesadas ametralladoras enfriadas por agua eventualmente serían consideradas como las ametralladoras pesadas clásicas.[cita requerida] Sin embargo, la reducción en el peso del arma al emplear la recarga por retroceso fue tomada en cuenta por los diseñadores de armas de la época, dando origen a otras armas automáticas que empleaban este sistema, tales como la pistola Borchardt C-93, el fusil Cei-Rigotti y la Madsen 1902, al igual que modelos más ligeros accionados por gas y enfriados por aire.     

### Inicios delsigloXX: ametralladoras medias, pesadas y ligeras

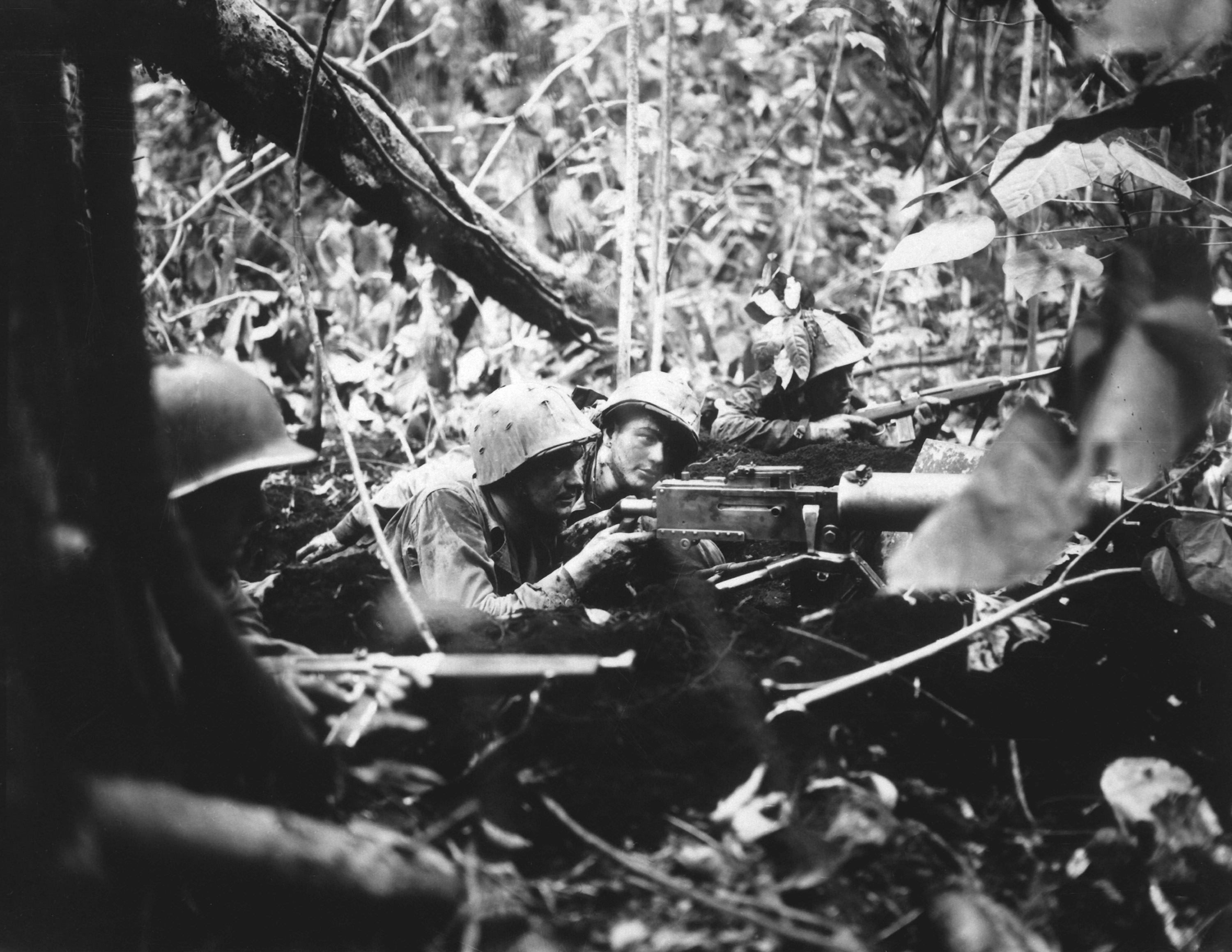
Marines disparando una M1917 enfriada por agua durante la Segunda Guerra Mundial.

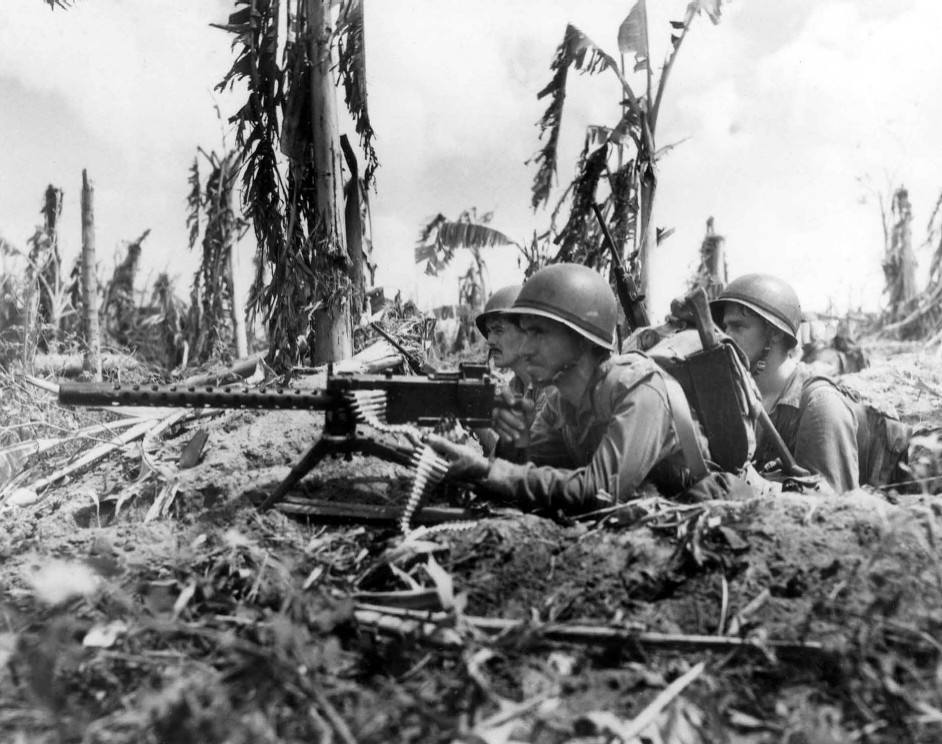
La M1919 enfriada por aire en la Segunda Guerra Mundial.

Se desarrollaron muchos nuevos modelos de ametralladoras, algunas accionadas por gas o por retroceso, o una combinación de ambos (como la Colt-Browning M1895 y la Hotchkiss M1909 Benet-Mercie). Además, en lugar de la bastante pesada camisa de agua, los nuevos diseños introdujeron otros sistemas de enfriamiento, tales como cañones de repuesto, aletas y/o radiadores, o una combinación de todos estos.
Entonces las ametralladoras divergieron en modelos pesados y ligeros. La posterior ametralladora Maxim enfriada por agua y sus derivados (la MG 08, la Vickers y la Browning M1917), eran armas voluminosas. La Vickers de 7,70 mm, por ejemplo, pesaba 15 kg (33 libras) y montada sobre su trípode pesaba 22,7 kg (50 libras). Los modelos pesados podían, lográndolo en algunos casos, literalmente disparar por varios días. Era necesario que fuesen capaces de eliminar, potencialmente, a miles de soldados a la carga. La ametralladora pesada iba montada sobre un trípode y frecuentemente enfriada por agua; un equipo bien entrenado y abastecido podía disparar por varias horas. Las ametralladoras pesadas cuidadosamente posicionadas podían detener a una fuerza atacantes antes que alcance sus objetivos.
Las primeras ametralladoras empleadas antes de la Primera Guerra Mundial abarcaban una amplia gama de características. Además de los modelos pesados, también hubo varios modelos ligeros. Durante el mismo período, se desarrollaron varios modelos nuevos enfriados por aire que, en lugar de pesar más de 15 kg (30 libras), eran más ligeros y móviles. En la Primera Guerra Mundial fueron tan importantes como los modelos pesados, siendo empleados para apoyar pelotones de infantería en el avance, a bordo de aviones y diversos tipos de vehículos, incluyendo algunos tanques. Los dos modelos que se volverían vitales eran las nuevas ametralladoras medias y ligeras. Las ametralladoras medias tenían menos capacidad, o más difícil de usar, de enfriamiento que los modelos pesados, pero más que las ametralladoras ligeras.
Las ametralladoras ligeras fueron introducidas como armas automáticas más portátiles y ligeras. Aún disparaban el cartucho de fusil estándar, pero empleaban cañones más ligeros sin enfriamiento adicional y eran disparadas desde un bípode. Las ametralladoras ligeras no fueron ideadas para disparar por largos períodos de tiempo. Los modelos más ligeros no eran capaces de disparar continuamente, ya que no tenían mecanismos de enfriamiento adicionales y eran alimentados desde un cargador de pequeña capacidad. Las ametralladoras tales como la Chauchat y la Madsen eran básicamente fusiles automáticos con bípode, siendo las más portátiles, pero solo podían disparar en modo semiautomático y automático. Fueron empleadas en asaltos por la infantería con gran efecto, pero eran menos efectivas montadas a bordo de vehículos y en otros papeles.
Los modelos medios ofrecían una mayor flexibilidad, ya sea empleando un bípode y siendo usados como modelos ligeros, o siendo montados sobre un trípode. La Hotchkiss Mark I (variante británica de la Hotchkiss M1909 Benet-Mercie) era una ametralladora de 12,2 kg (27 libras) que normalmente era montada sobre un trípode miniatura y empleaba peines de 30 balas, o montada a bordo de vehículos, pero también tenía una versión alimentada mediante cinta. No debe confundirse con las ametralladoras Hotchkiss más pesadas (como la M1914), su diseño demostró ser útil e incluso fue utilizada en algunos papeles al final de la Segunda Guerra Mundial. El modelo fue seguido por fusiles automáticos más ligeros y mejores ametralladoras medias. Ambas tenían una característica en común: disparaban cartuchos de fusil estándar, tales como el 7,92 x 57 Mauser o el .30-06 Springfield.
La ametralladora Lewis, que pesaba 12,3 kg (27 libras), fue usualmente empleada con un tambor de 50 balas y bípode; era disparada sobre la marcha para apoyar el avance de pelotones, y también a bordo de vehículos y aviones, o montada sobre un trípode (ya sea como arma antiaérea o como reemplazo de una ametralladora pesada). Lo que la hizo muy útil fue ser significativamente más ligera que las ametralladoras enfriadas por agua, pero podía disparar casi lo mismo debido a un gran sistema de enfriamiento por aire. Este tipo de ametralladoras multipropósito seguirían siendo desarrolladas, siendo posteriormente bautizadas como Ametralladora Universal o ametralladora de propósito general y eventualmente reemplazando a los modelos enfriados por agua. La mayoría de los modelos posteriores generalmente habían pasado al cañón de cambio rápido como una alternativa al enfriamiento, que redujo aún más el peso del arma (pero aumentó el peso del equipo portado por un soldado). Algunos primeros modelos, como la Vickers, tenían cañones para reemplazar a los que se habían desgastado. Fue en las décadas de 1920 y 1930 que el reemplazo de cañones como método de enfriamiento se volvió más popular (como en la ZB vz. 30, la MG 34 y la Bren).

### Mediados delsigloXX

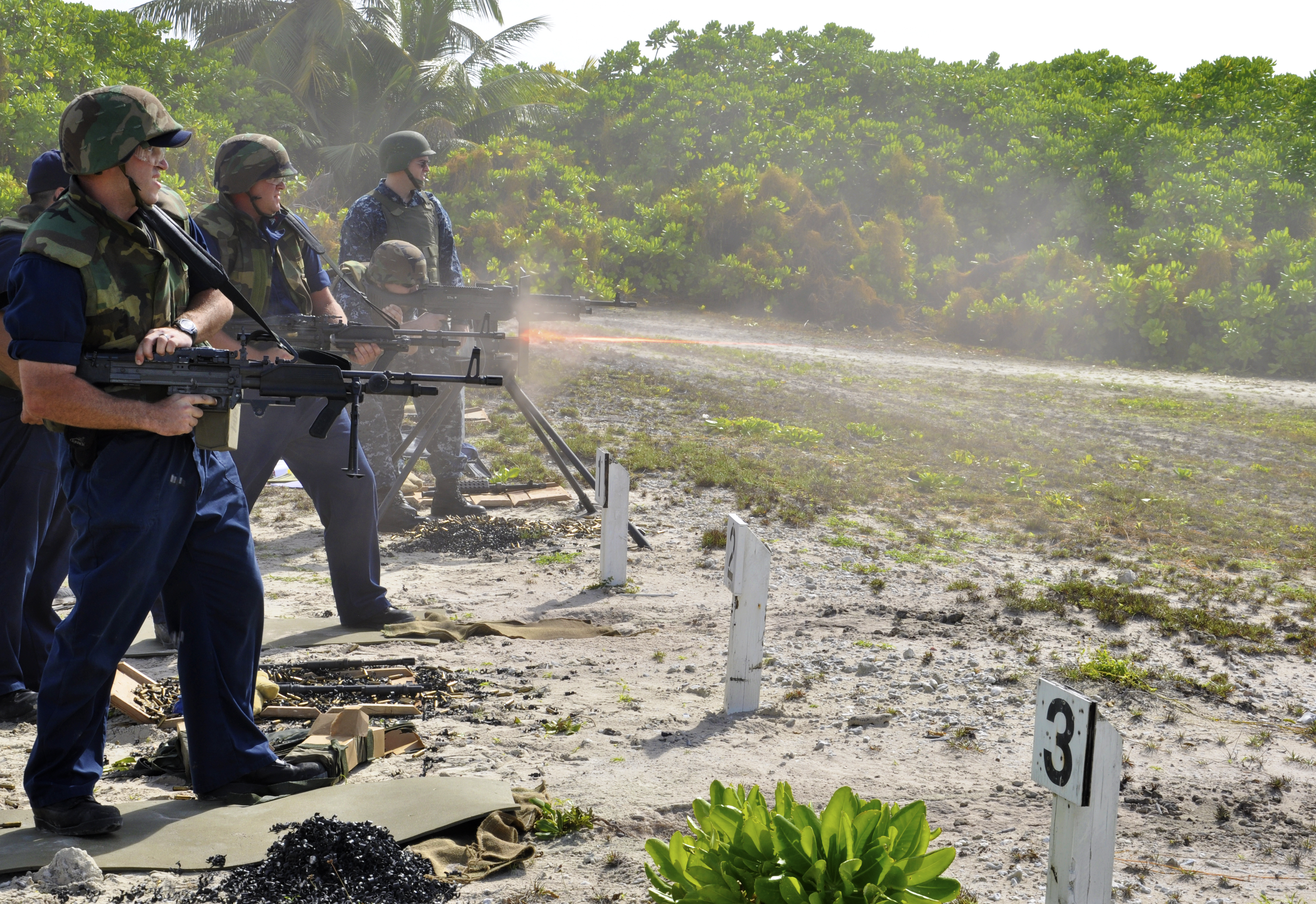
Variantes ligeras de la ametralladora M60 (adelante) y una M240B (atrás), en una práctica de tiro de la Armada estadounidense, 2010.

Las pesadas ametralladoras enfriadas por agua continuaron siendo empleadas durante la Segunda Guerra Mundial y hasta la década de 1960, pero fueron gradualmente reemplazadas por las ametralladoras enfriadas por aire más ligeras. Actualmente las ametralladoras medias son empleadas tanto como ametralladoras pesadas, montadas sobre trípodes, y como ametralladoras ligeras con un bípode. Esto fue posible, en parte, porque una ametralladora pesada en un emplazamiento estático no era una táctica muy efectiva en la guerra mecanizada, mientras que las ametralladoras enfriadas por aire más ligeras casi podían igualar las capacidades de las ametralladoras enfriadas por agua con una combinación de características de enfriamiento más ligeras. Esto dio como resultado el amplio empleo de ametralladoras medas por la infantería, pero también a bordo de tanques y aviones, así como sobre trípodes.
La práctica de emplear ametralladoras medias continuó hasta la década de 1930. Los franceses fabricaron una versión de su ametralladora ligera, la Châtellerault M1924/29, alimentada mediante un tambor de 150 balas y un mecanismo interno de enfriamiento por agua. La necesidad de Alemania por una nueva ametralladora media, Einheitsmaschinegewehr (ametralladora estándar), dio origen a una Universelle Maschinegewehr (ametralladora universal) que no solo iba a ser una ametralladora media que sería usada en varios papeles, sino que ese era su nombre específico. Era similar a las viejas ametralladoras medias porque era una del mismo tipo que reemplazaría a las viejas ametralladoras ligeras y pesadas del mismo calibre, a pesar de que Alemania continuaría empleando una variedad de ametralladoras ligeras y pesadas de forma limitada. El empleo de ametralladoras medias para reemplazar a otros modelos sería llamado por los belgas ametralladora de propósito general en la década de 1950. La actual práctica de utilizar ametralladoras medias en diferentes papeles se remonta a la Primera Guerra Mundial, sin importar el nombre dado por diferentes países. La tendencia a reemplazar más modelos con ametralladoras medias recibió un gran impulso cuando las tácticas de emplear ametralladoras pesadas enfriadas por agua se volvieron obsoletas, pero también corrieron la misma suerte cuando fueron reemplazadas por ametralladoras ligeras de menor calibre

### Finales delsigloXX

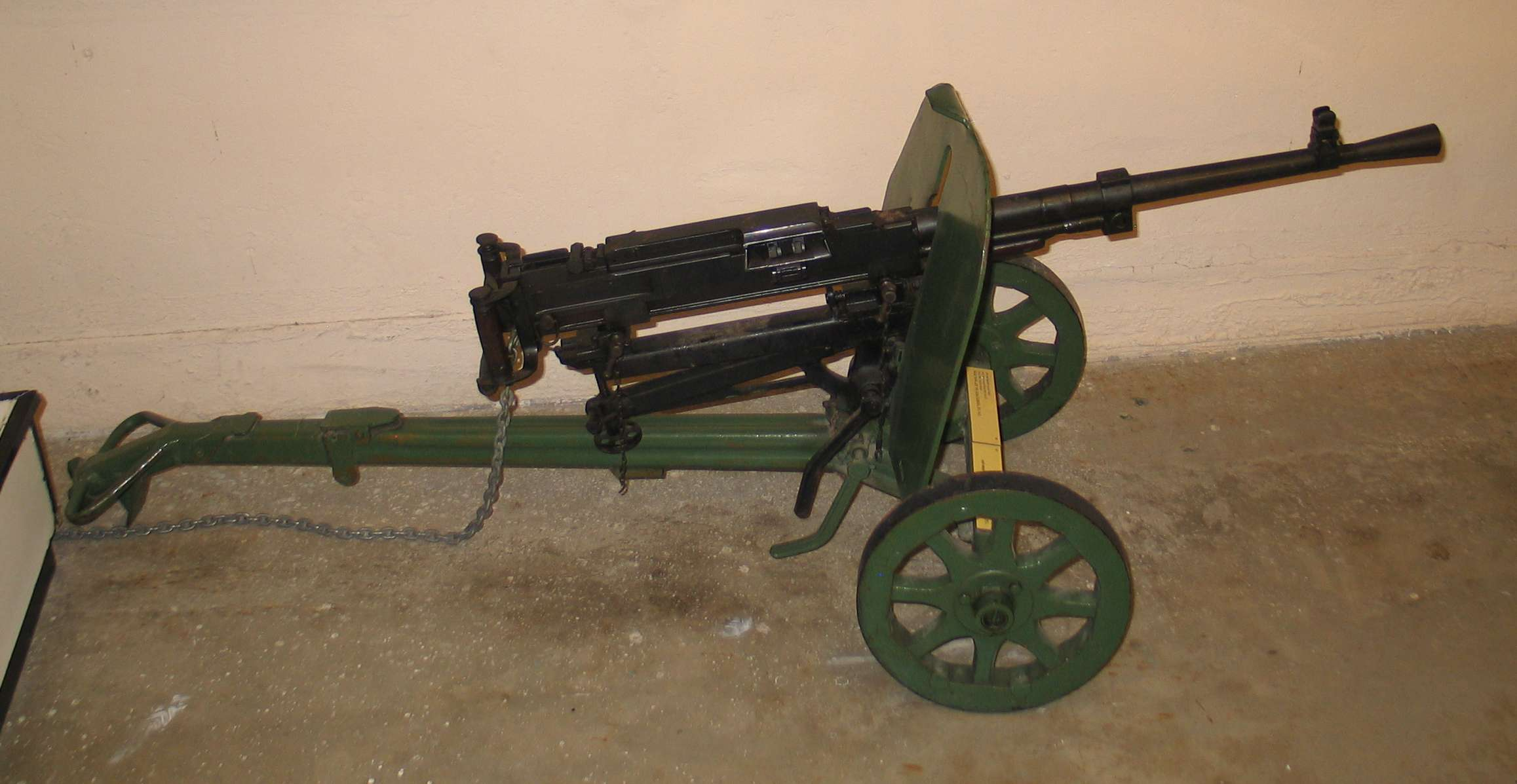
Ametralladora media soviética SG-43.

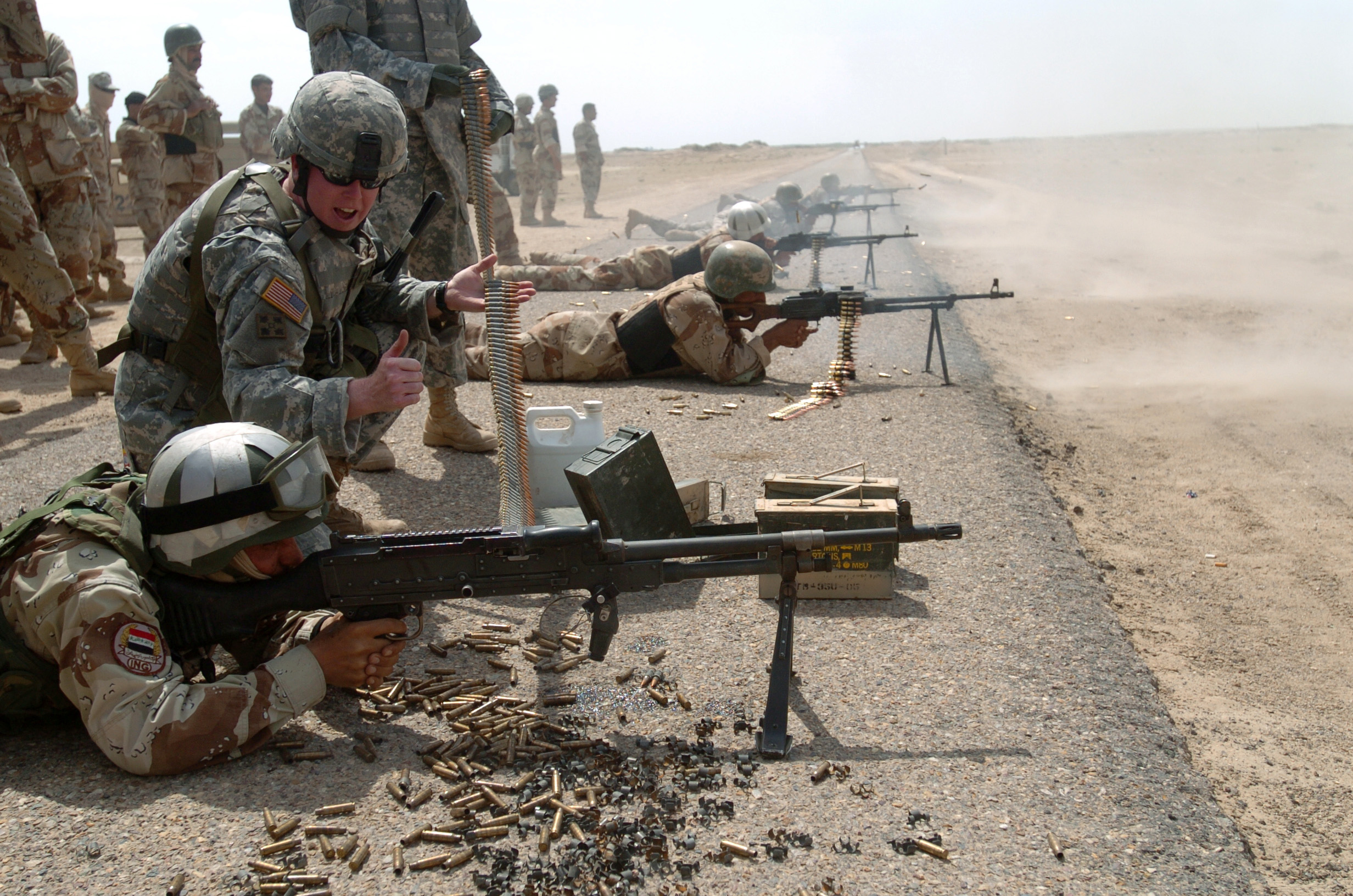
Una M240G estadounidense (adelante) y una PKM irakí (atrás).

El nombre belga Mitrailleuse d'Appui General, o ametralladora de propósito general (APG), se popularizó para describir ametralladoras medias empleadas en múltiples papeles. Las ametralladoras medias disparaban cartuchos de fusil estándar, pero tenían algunas concesiones para disparar por más tiempo y ser empleadas de forma general. Comúnmente, esto incluía opciones para instalarles un bípode o montarlas sobre un trípode, así como cañones de cambio rápido. Las ametralladoras del mismo calibre enfriadas por agua ya no eran útiles, porque la situación donde sobresalían (disparos continuos por largo tiempo) ya no era considerada necesaria en la guerra moderna. Esto se debía a que las cargas masivas de infantería rara vez se llevaban a cabo, reemplazadas por avances de vehículos de combate de infantería, y que un emplazamiento estático de ametralladora es un blanco de alta prioridad para los soldados equipados con lanzacohetes. Actualmente, las ametralladoras medias no pueden igualar la capacidad de disparos continuos de los antiguos modelos; esto ya no es necesario. La mayoría de ametralladoras medias que tienen cañones de repuesto se sobrecalientan después de disparar unas 200 balas, necesitando un rápido cambio de cañón (como se hacía con la Bren). Solamente pueden seguir disparando si tienen cañones de repuesto. Sin embargo, los cañones son costosos y pesados, por lo que solamente una pequeña cantidad de estos es llevada. En consecuencia, incluso si se llevan 2 o 3 cañones que son rotados, no se podría disparar continuamente; el cañón retirado no se enfriará antes que el siguiente deba ser reemplazado. Esto es un punto muerto, ya que las situaciones donde se necesitan disparos continuos son escasas y estas emergencias pueden remediarse con otras tácticas y armas.    

#### Ametralladoras ligeras de pequeño calibre
En las décadas de 1960 y 1970 se introdujeron nuevas series de armas automáticas que empleaban cartuchos intermedios en lugar de los cartuchos de fusil estándar anteriormente empleados. Estas armas fueron llamadas armas automáticas de sección (AAS). Tomaron los papeles de las anteriores ametralladoras medias, así como el de las ametralladoras ligeras del mismo calibre. Sin embargo, las ametralladoras medias continuaron siendo empleadas en muchos de sus anteriores papeles, especialmente a bordo de tanques y vehículos. Con frecuencia, las Fuerzas Armadas de diversos países despliegan una combinación de ametralladoras medias que emplean cartuchos de fusil y ametralladoras ligeras que emplean cartuchos intermedios.
Estas armas usualmente disparan el cartucho 7,62 x 39 utilizado por la serie de fusiles AK-47, o el 5,56 x 45 OTAN utilizado por los fusiles AR-15/M16. Estas ametralladoras muy ligeras fueron diseñadas para más disparos continuos que varios fusiles, con cientos de balas. Tienen un peso similar a una vieja ametralladora ligera descargada y son mucho más ligeras que las ametralladoras medias, pero ofrecen una mayor volumen de disparos gracias a sus cartuchos intermedios con balas más ligeras; el menor peso de los cartuchos permite transportar una mayor cantidad de estos por el tirador u otros miembros de la sección para alimentar el arma. Muchos modelos fueron versiones de tamaño reducido de ametralladoras medias, o versiones con cañón pesado y más largo de fusiles de asalto estándar. Entre este tipo de armas figuran la FN Minimi, la M249 (designación estadounidense de la FN Minimi) y la RPK.

### sigloXXI
El término "ametralladora media" es empleado para describir a los modelos que disparan cartuchos de fusil estándar, que además son llamados ametralladora de propósito general o ametralladora universal.
Básicamente tienen cañones de cambio rápido y la capacidad de ser disparadas desde un bípode, trípode o afuste de pedestal, pesando entre 9 y 13,6 kg (20 y 30 libras). Las modernas ametralladoras medias/de propósito general occidentales por lo general utilizan el cartucho 7,62 x 51 OTAN; las modernas ametralladoras medias/de propósito general orientales por lo general utilizan el cartucho con pestaña 7,62 x 54 R.
Por ejemplo, el Ejército y los Marines estadounidenses utilizan ahora la FN MAG (como la M240), que es generalmente llamada "ametralladora media M240". Originalmente fue adoptada para montarse a bordo de vehículos a finales de la década de 1970, pero su alta fiabilidad hizo que la infantería la adopte como reemplazo de la M60, a pesar de ser más pesada. Ambas ametralladoras tienen cañones de cambio rápido, se les puede montar bípodes o instalarlas sobre trípodes y afustes de pedestal, así como pesos y tamaños parecidos. La M60 es usualmente mencionada tanto como ametralladora ligera o ametralladora de propósito general.